# Patricia Neary
Patricia Neary (Miami, 27 ottobre 1942) è un'ex ballerina, direttrice artistica e insegnante statunitense.

## Biografia
Nata a Miami, Patricia Neary studiò prima sotto George Milenoff e poi alla School of American Ballet di New York. All'età di quattordici anni si unì al National Ballet of Canada e quattro anni più tardi divenne ballerina di fila del New York City Ballet.
Con il New York City Ballet danzò tutti i maggiori ruoli femminili coreografati da George Balanchine, che compose appositamente per lei ruoli in Raymonda Variations (1961) e la sezione "Rubies" di Jewels (1967). Inoltre, danzò coreografie di Jerome Robbins, Antony Tudor, John Taras e Merce Cunningham.
Nel 1968 si unì alla compagnia del Grand Théâtre de Genève, in cui all'attività di ballerina affiancò il compito di ricreare numerose coreografie di Balanchine; mentre danzava in Europa fece anche alcune apparizioni con il balletto di Stoccarda, di Amburgo e di Hannover. Dal 1970 al 1973 fu assistente maestra di balletto presso la Deutsche Oper Berlin e poi direttrice del balletto a Ginevra dal 1973 al 1979. Dal 1978 al 1985 fu direttrice del Ballett Zürich, mentre dal 1986 al 1987 diresse il corpo di ballo del Teatro alla Scala. Dal 1989 al 1990 svolse lo stesso compito presso il Ballet BC di Vancouver.
Dal 1988 è ambasciatrice del Balanchine Trust e si è occupata di insegnare e ricreare le coreografie di Balanchine in oltre una sessantina tra i maggiori teatri europei e statunitensi.